# Canónigos regulares de San Rufo
Los canónigos regulares de San Rufo (en latín: Ordo canonicorum regularium Sancti Rufi) eran una congregación o instituto de vida consagrada de canónigos regulares fundada en 1039 en Aviñón bajo la regla de San Agustín. Fueron suprimidos en 1772 por la Comisión de regulares.

## Historia
Los orígenes de la congregación se remontan a 1039, cuando Benoît I (Benedictus), obispo de Aviñón autorizó a cuatro canónigos del cabildo catedralicio que querían llevar una vida religiosa más observante, a instalarse en las iglesias de San Rufo y de San Justo, que les había proporcionado junto con unos terrenos que dependían de ellas.
La comunidad es probablemente la primera en adoptar la regla de San Agustín.
Las costumbres de San Rufo, reelaboradas a principios del siglo XII por el abad Lietberto, fueron adoptadas por numerosos capítulos de Alemania, Aquitania y la península ibérica: su difusión se vio favorecida por la posición geográfica de la abadía madre de San Rufo (trasladada en 1158 de Aviñón a Valence), y del hecho de que fue el origen de los primeros seguidores de san Bruno, consejero del papa Urbano II (1088-1099), y de la elección al trono papal de dos canónigos de la congregación, Anastasio IV y Adriano IV. La primacía de San Rufo en esos momentos se reflejaría en que la congregación llegó a contar con 30 abadías y 80 prioratos en Francia y la península ibérica.
En Francia, fueron los responsables en Lyon de la iglesia de Notre-Dame de la Platière. Su influencia se extendió y en el siglo XII, se enviaron canónigos regulares de la Santa Cruz de Coimbra a San Rufo para aprender las costumbres y usos de la comunidad.
En la península ibérica, las comunidades de obediencia de San Rufo se establecieron predominantemente en los territorios de la Corona de Aragón. Se erigió el monasterio de San Jaime de Calaf en 1069 como priorato canonical, hubo cabildos de canónigos regulares  en la catedral de Vic, iglesia de Santa María de Besalú, iglesia de Santa María de Tarrasa o los cabildos de las catedrales de Lérida, Gerona, Seo de Urgel o Tortosa.
Una vez papa, Adriano IV llegó a pedir al rey Alfonso VII de León protección para las comunidades de su reino. En 1162, se tiene constancia de que se nombran canónigos para la iglesia de Santa Leocadia de Toledo, como priorato canonical, donando varias propiedades a la misma, entre ellas, la iglesia de Santa María de Atocha en Madrid. Son afiliados la Catedral de El Burgo de Osma, el priorato de los Santos Justo y Pastor en Alcalá de Henares o los monasterios de San Vicente de la Sierra y San Miguel de Escalada. 
Los abades de las comunidades que seguían la observancia de San Rufo estaban obligados a hacer una visita de obediencia a la casa madre caput ordinis, mientras que el abad de San Rufo tenía derecho a visitar los monasterios y confirmar la elección de los abades. San Rufo tenía tres superiores distintos: el obispo, el prior mayor y el prior claustral.
En 1760, la congregación tenía solo 33 religiosos y 9 casas en toda Francia. Al año siguiente, intentaron unirse a la Orden de San Lázaro de Jerusalén, pero sin éxito. Fueron abolidos finalmente por la Comisión de regulares en 1772.